# أميرة قنديل
أميرة أحمد سيد قنديل، لاعبة مصرية في رياضة الخماسي الحديث، من مواليد 19 مارس 2003 بمدينة القاهرة.

## المشوار الرياضي
بدأت مشوارها الرياضي من سن تسع سنوات في ممارسة السباحة وحصلت علي أول ميدالية لها على مستوى الجمهورية في 15 فبراير عام 2015، ونصحها كابتن اللياقة البدنية أن تتجه الي لعبة الخماسي. حصلت علي عده مراكز في الخماسي الحديث وتأهلت للعديد من النهائيات والبطولات كان أولها بطولة الثنائي (سباحه وجري) يوم 21 ابريل عام 2015 ثم تأهلت لبطولة العالم في جورجيا للناشئات تحت 13 سنه وكانت هذه البطولة أول بطوله عالم تحصل عليها في مشوارها الرياضي يوم 9 يونيو 2015.
وحصلت علي المركز الثالث الجمهوري عام 2016 وفي نفس العام حصلت علي المركز الثاني في بطوله العالم لليزر رن بدوله البرتغال ناشئات تحت 15 سنه ومركز ثالث لبطوله العالم للترياثل (سباحه وجري ورمايه) بأمريكا بولايه فلوريدا للناشئات تحت 15 سنه
واشتركت في بطوله الرباعي في بولندا تحت سن 21 سنه حصلت علي المركز 19 ثم المركز العاشر وكان عمرها في هذا الوقت 14 سنه وفي عام 2017 حصلت علي المركز الثاني ببطوله العالم لليزر رن بدوله جنوب افريقيا تحت 16 سنه ناشئات ثم سافرت الي اسبانيا لتحصل علي المركز الثالث وفي تشيك حصلت علي المركز الرابع تحت 18 سنه وحصلت في مارس 2018 علي المركز العاشر ببطوله كأس العالم بمصر تحت سن 30 سنة.[بحاجة لمصدر]

## بطوله العالم للبياثل والترياثل بجورجيا
في عام 2015 تأهلت لاول مرة لبطوله العالم للبياثل والترياثل التي أقيمت بمدينة باطومي الجورجية وفي يوم 9 يونيو 2015 فازت بالميدالية الذهبية والمركز الأول للناشئات تحت 13 سنه، وكانت هذه البطولة أول بطوله عالم تحصل عليها في مشوارها الرياضي، وفاز فريقها الذي ضم معها كلا من آلاء حسام وهانيا طارق بالمركز الأول والميدالية الذهبية.[بحاجة لمصدر]

## بطوله العالم لليزر رن بالبرتغال
وفي عام 2016 غادرت القاهرة صباح الجمعة الموافق 2 سبتمبر 2016 مع بعثة منتخب مصر للخماسي الحديث لفئة الناشئين متجهة إلى البرتغال عبر المغرب للمشاركة في بطولة العالم للجرى وضرب الرماية “إيفينت ليزر رن” التي أقيمت في الفترة من 2 حتى 5 سبتمبر وحصلت علي المركز الثاني في بطوله العالم لليزر رن بدوله البرتغال ناشئات تحت 15 سنة.[بحاجة لمصدر]

## بطولة العالم للترياثل بأمريكا
وفي أكتوبر 2016 شاركت أميرة قنديل مع المنتخـب الوطني للخماسـى الحديـث فـى بطـولة العالـم للبيـاثـل والتريـاثـل (سباحه وجري ورمايه) المقامـة فـى مدينـة سـاراسـوتـا الأمريكيـة وفـاز الفريـق المكـون من أميرة قنـديل ومحمـد إبراهيـم بالميـداليـة البرونزيـة والمركـز الثالـث للناشئات تحت 15 سنة.[بحاجة لمصدر]

## بطولة العالم للخماسي بإسبانيا
وفي سبتمبر 2017 شاركت أميرة قنديل في بطـولة العالـم للبيـاثـل (جـرى وسـباحـة) والتريـاثـل (جـرى وسـباحـة ورمايـة) التـى أقيـمت فـى مدينـة فيـفيـرو الإسـبانيـة وفـى مرحلـة 14 سـنة فـاز الفريـق المكـون من أميرة قنـديل وحازم محمد بالمركـز الثالـث والميـداليـة البرونزيـة في البياثـل وأيضـاً حصـل نفـس الفريـق علـى المركز الثالث والميـداليـة البرونزية في الترياثل.[بحاجة لمصدر]

## بطولة العالم لليزر رن بجنوب افريقيا
وفي أكتوبر عام 2017 شاركت أميرة قنديل في بطولة العالم لليزر رن (الرماية والجري) التي أقيمت بمدينة كاب تاون في جنوب أفريقيا، وفازت بالميدالية الفضية للناشئات تحت 16 سنة.[بحاجة لمصدر]

## بطولة العالم للخماسي بالقاهرة
شاركت أميرة في منافسات بطولة كأس العالم التي أقيمت خلال الفترة من 28 فبراير - 4 مارس 2018 بنادي بلاتينيوم بالتجمع الخامس بالقاهرة ضمن المنتخب الوطني للخماسي الحديث وحصلت في مارس 2018 علي المركز العاشر ببطوله كأس العالم بمصر تحت سن 30.[بحاجة لمصدر]

## بطولة العالم للشباب للخماسي بالبرتغال
شاركت أميرة قنديل ضمن المنتخب الوطني المصري للشباب في منافسات بطولة العالم التي اقيمت في الفترة من 7 إلى 16 أبريل 2018 بالبرتغال المؤهلة لأولمبياد الشباب في بوينس آيرس في الأرجنتين خلال أكتوبر 2018 وقد صرح شريف العريان، رئيس الاتحاد المصري للخماسي الحديث: «لقد تم الأستقرار على اللاعبين المشاركين ببطولة العالم للشباب بعد بطولة أسبانيا الدولية التي أنتهت فعالياتها يوم 25 مارس وحصد فيها المنتخب الوطني 4 ميداليات بواقع ذهبيتين وفضية وبرونزية».[بحاجة لمصدر]
وقد تأهلت أميرة قنديل إلى نهائي البطولة بعد حصولها على المركز الثاني في التصفية الثالثة برصيد 1018 نقطة، ليتأهل من مصر 4 لاعبات من أصل 4 مشاركات إلى نهائي البطولة المؤهلة لأولمبياد الشباب .[بحاجة لمصدر]
وحصد الفريق المصري المكون من «مريم عامر، وسلمى أيمن، وأميرة قنديل، وهانيا طارق»، الميدالية الفضية برصيد 3042 نقطة. وحصد الزوجي المصري المكون من مريم عامر وأميرة قنديل، الميدالية البرونزية في منافسات التتابع سيدات ببطولة وفي منافسات الفردي جاءت لاعبة المنتخب المصري أميرة قنديل في المركز السادس

## التصنيف الأولمبي
وفي التصنيف الأولمبي للشابات، تحتل أميرة قنديل المركز ال 11 بعد مشاركتها في بطولة أسبانيا الدولية

## البطولات التي شاركت فيها
بطوله العالم للبياثل والترياثل بدوله جورجيا 2015
بطوله العالم لليزر رن بدوله البرتغال 2016
بطوله العالم للترياثل بأمريكا 2016
بطوله الرباعي في بولندا 2016
بطولة العالم للخماسي الحديث بإسبانيا 2017
بطوله العالم لليزر رن بدوله جنوب افريقيا 2017
بطولة العالم للخماسي الحديث بالقاهرة 2018
بطولة العالم للشباب للخماسي الحديث بالبرتغال 2018

## معرض الصور

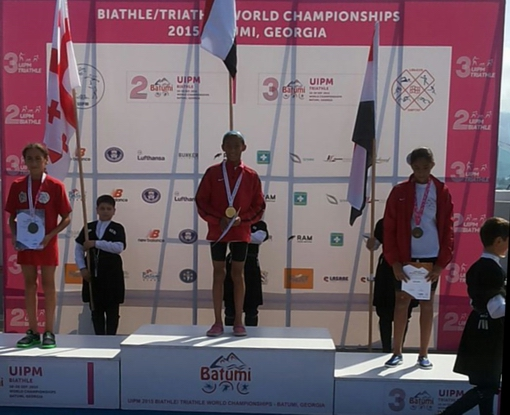
أميرة قنديل فوق منصة التتويج بجورجيا 2015
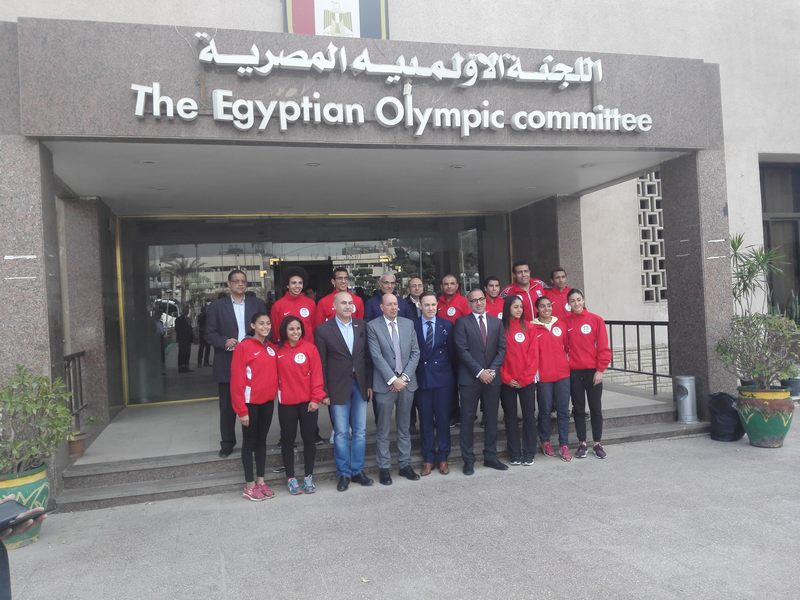
Amira Qandel 09
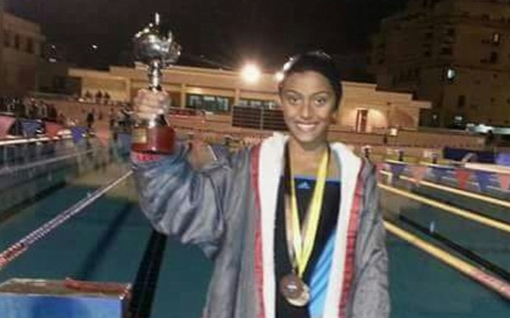
Amira Qandel 10
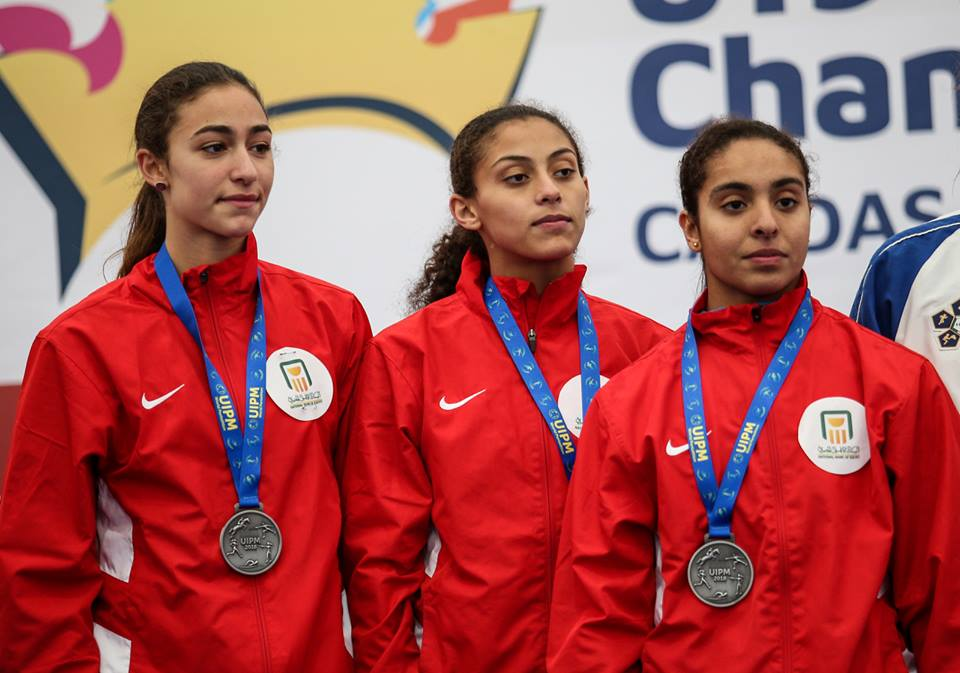
Amira Qandel 11